# 褐啸鹟
褐啸鹟（学名：Pachycephala griseonota；英文名：Drab Whistler），是啸鹟科啸鹟属的一种，为印度尼西亚的特有种。该物种的保护状况被评为无危。
褐啸鹟的平均体重约为23.0克。栖息地包括亚热带或热带的湿润低地林、亚热带或热带的旱林、亚热带或热带的（低地）湿润疏灌丛和耕地。